# Chester (Montana)
Chester – miasto w Stanach Zjednoczonych, w stanie Montana, w hrabstwie Liberty.